# Simplemente amor
Simplemente Amor es el séptimo álbum de estudio de Camela. Fue lanzado en el año 2000 en España. Este álbum fue el primero del conjunto en ser grabado en la discográfica EMI Odeon. Fue dirigido por Jesús N. Gómez.

## Pistas
| Simplemente Amor |                                  |                           |          |  |
| N.º              | Título                           | Escritor(es)              | Duración |  |
| 1.               | «¿Porqué Me Has Engañado?»       | Miguel A. Cabrera Jiménez | 4:03     |  |
| 2.               | «Lo He Decidido»                 | Miguel A. Cabrera Jiménez | 4:04     |  |
| 3.               | «Simplemente Amor»               | Miguel A. Cabrera Jiménez | 4:17     |  |
| 4.               | «Camela»                         | Dionisio Martín Lobato    | 4:07     |  |
| 5.               | «Apuesta De Amor»                | Miguel A. Cabrera Jiménez | 4:18     |  |
| 6.               | «Enamorado De Ti»                | Miguel A. Cabrera Jiménez | 3:39     |  |
| 7.               | «No me Creo Nada»                | Miguel A. Cabrera Jiménez | 2:55     |  |
| 8.               | «Que Tiene Ella Que No Tenga Yo» | Miguel A. Cabrera Jiménez | 4:05     |  |
| 9.               | «Un Minuto De Amor»              | Miguel A. Cabrera Jiménez | 4:07     |  |
| 10.              | «¡Basta Ya!»                     | Miguel A. Cabrera Jiménez | 4:04     |  |
| 39:34            |                                  |                           |          |  |

## Videos musicales
- "¿Porqué Me Has Engañado?" (2000)
- "Enamorado De Ti" (2000)

## Listas
| Lista  | Proveedor  | Posición | Certificación | Ventas   |
| ------ | ---------- | -------- | ------------- | -------- |
| España | Promusicae | 1        | 4x Platino    | 400 000+ |

### Anuales
| País   | Asociación | Lista          | Posición anual | Ref.  |
| España | Promusicae | Top 50 Álbumes | 2000: 14       | [ 1 ] |